# Liste de séismes au Panama
Pour un article plus général, voir Listes de séismes.
Voici une liste de séismes s'étant produits au Panama,. 
La liste est classée en fonction et de la date du séisme, de la position de son épicentre et des régions touchées et de la magnitude (selon l'échelle de Richter).
| Nom                               | Date             | Zone                                                            | Magnitude | Épicentre                                                                     |
| --------------------------------- | ---------------- | --------------------------------------------------------------- | --------- | ----------------------------------------------------------------------------- |
| Tremblement de terre de 1621      | 2 mai 1621       | Panamá Viejo                                                    | 6,9       | Latitude : 8.600 Longitude : -79.300                                          |
| Tremblement de terre de 1882      | 7 septembre 1882 | Golfe de San Blas                                               | 7,8       | Latitude : 9.590 Longitude : -78.966 emplacement approximatif car non indiqué |
| Tremblement de terre de 1884      | 5 novembre 1884  | Pacora                                                          | 7,5       | Latitude : 7.500 Longitude : -79.000                                          |
| Tremblement de terre de 1904      | 20 décembre 1904 | Bocas del Toro                                                  | 7,2       | Latitude : 9.200 Longitude : -82.800                                          |
| Tremblement de terre de 1913      | 2 octobre 1913   | Péninsule d'Azuero                                              | 6,7       | Latitude : 7.100 Longitude : -80.600                                          |
| Tremblement de terre de 1934      | 18 juillet 1934  | Chiriqui (Panama) Puntarenas (Costa Rica)                       | 7,7       | Latitude : 8.000 Longitude : -82.500                                          |
| Tremblement de terre de 1950      | 30 avril 1950    | Océan Pacifique au large de l'île Coiba                         | ?         | Latitude : 6.500 Longitude : -83.000                                          |
| 1er tremblement de terre de 1962  | 12 mars 1962     | Chiriqui (Panama) Puntarenas (Costa Rica)                       | 6,8       | Latitude : 8.008 Longitude : -82.757                                          |
| 2e tremblement de terre de 1962   | 26 juillet 1962  | Océan Pacifique à proximité de l'île Coiba                      | 7,4       | Latitude : 7.500 Longitude : -82.000                                          |
| Tremblement de terre de 1976      | 11 juillet 1976  | Province du Darién                                              | 6,7       | Latitude : 7.400 Longitude : -78.100                                          |
| Tremblement de terre de 1979      | 1er juillet 1979 | Chiriqui (Panama) Puntarenas (Costa Rica)                       | 6,5       | Latitude : 8.316 Longitude : -82.943                                          |
| Tremblement de terre de 1991 (es) | 4 mai 1991       | Bocas del Toro (Panama) Limón (Costa Rica)                      | 6,2       | Latitude : 9.542 Longitude : -82.418                                          |
| Tremblement de terre de 2000      | 8 novembre 2000  | Darién (Panama) Chocó-Juradó (Colombie)                         | 6,5       | Latitude : 7.042 Longitude : -77.829                                          |
| Tremblement de terre de 2002 (en) | 30 juillet 2002  | Chiriqui (Panama) Puntarenas (Costa Rica)                       | 6,5       | Latitude : 7.929 Longitude : -82.793                                          |
| Tremblement de terre de 2003      | 13 août 2003     | Colón-Panama City et leurs régions                              | 5,4       | Latitude : 9.355 Longitude : -79.941                                          |
| Tremblement de terre de 2003 (es) | 25 décembre 2003 | Chiriqui (Panama) Puntarenas (Costa Rica)                       | 6,5       | Latitude : 8.416 Longitude : -82.824                                          |
| Tremblement de terre de 2004      | 4 février 2004   | Chiriqui (Panama) Puntarenas (Costa Rica)                       | 6,1       | Latitude : 8.358 Longitude : -82.877                                          |
| Tremblement de terre de 2006      | 4 mai 2006       | Bocas del Toro-Chiriquí                                         | 4,5       | Latitude : 8.898 Longitude : -82.543                                          |
| Tremblement de terre de 2008      | 19 novembre 2008 | Chiriqui (Panama) Puntarenas (Costa Rica)                       | 6,1       | Latitude : 8.267 Longitude : -82.967                                          |
| Tremblement de terre de 2009      | 4 juillet 2009   | El Porvenir-Comarque Guna Yala                                  | 6,0       | Latitude : 9.590 Longitude : -78.966                                          |
| Tremblement de terre de 2015      | 29 juillet 2015  | Comarque Emberá-Wounaan (Panama) Chocó-Acandí-Unguía (Colombie) | 6,0       | Latitude : 8.231 Longitude : -77.315                                          |
| Tremblement de terre de 2019      | 26 juin 2019     | Puerto Armuelles-Progreso                                       | 6,2       | Latitude : 8.4514 Longitude : -82.8361                                        |